# المسيحية في سريلانكا

نسبة وتوزيع المسيحيين في سريلانكا وفقًا للمناطق، المعطيات من التعداد السكاني لعام 2012.

يعود تاريخ المسيحية في سريلانكا وفقًا للتقاليد المسيحية إلى القرن الأول للميلاد، حيث يُعتبر توما الرسول أول من بشر بالديانة المسيحية في سريلانكا والهند خلال القرن الأول للميلاد. وقد دخلت المسيحية الكاثوليكية البلاد في القرن السادس عشر مع وصول المبشرين البرتغالييين، ومن ثم الهولنديين حيث تمكنوا من تحويل 21% من سكان سريلانكا إلى المسيحية قبل 1722. وصل المبشرين الأنجليكان مع استعمار سريلانكا من قبل البريطانيين خلال أوائل القرن التاسع عشر. نمت الإرساليات التبشيريّة تحت الحكم البريطاني وحصلت كل من الكنيسة المعمدانية والمثيودية وجيش الخلاص على موطئ قدم بين السكان المحليين.
في تعداد عام 2012 وصلت نسبة المسيحيين في سريلانكا إلى حوالي 7.4% من السكان أي 1,509,606. يشكل أتباع الكنيسة الرومانية الكاثوليكية كبرى الطوائف المسيحية في البلاد، حيث أنَّ حوالي 82% من مجمل المسيحيين في سريلانكا هم رومان كاثوليك، ويُنسب تراثهم الديني مباشرةً إلى البرتغاليين. وينقسم البروتستانت بالتساوي بين الكنيسة الأنجليكانية والمذاهب البروتستانتية الأخرى. معظم مسيحيي سريلانكا من العرقية السنهاليَّة والتاميليَّة. وبحسب التعداد السكاني عام 2012 تعد المسيحيَّة رابع أكثر الأديان انتشاراً بين السكان بعد كل من البوذيَّة والهندوسيَّة والإسلام على التوالي.

## تاريخ

### العصور المبكرة

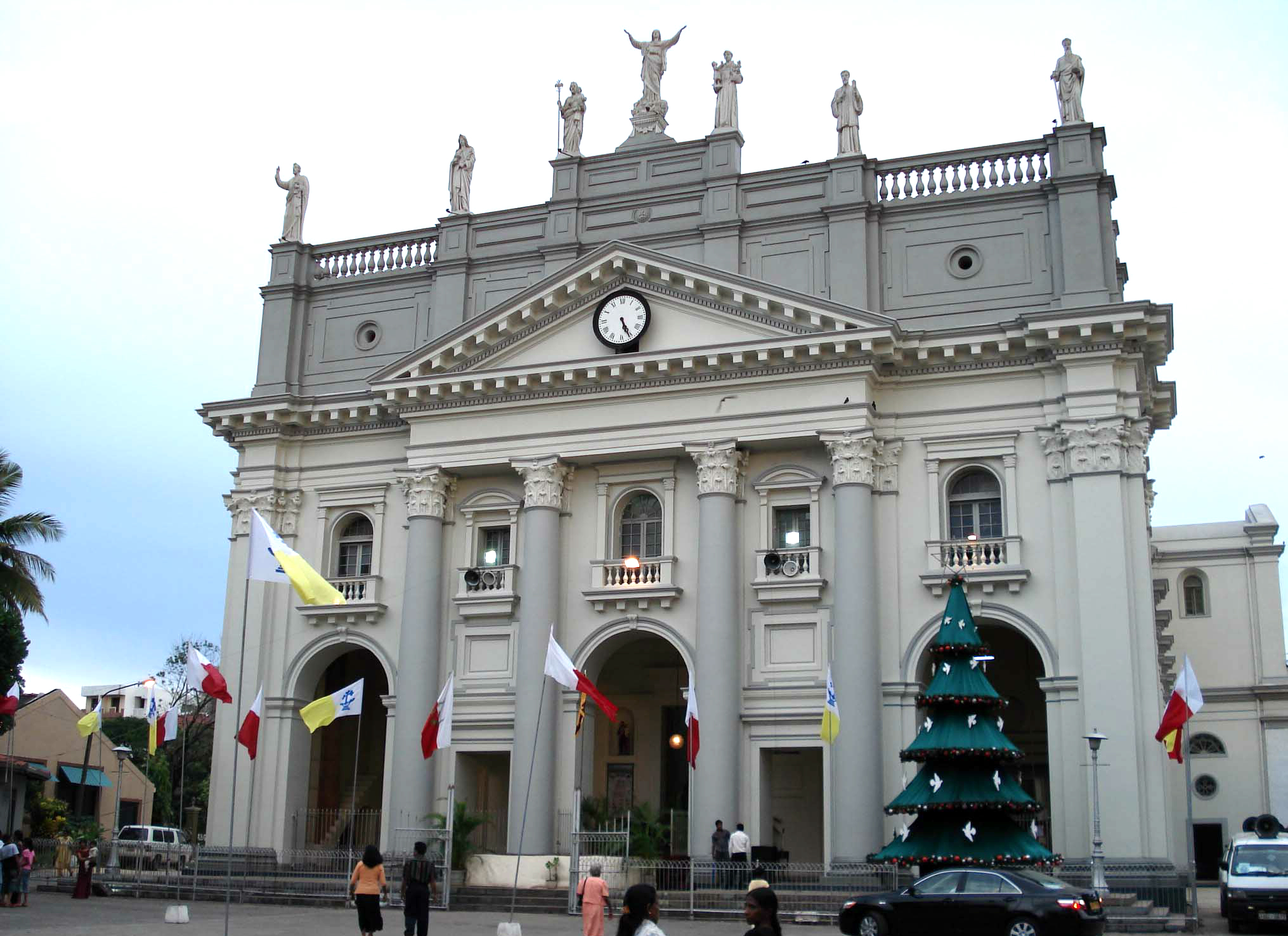
كاتدرائية القديس لويس في كولومبو.

وفقًا للتقاليد المسيحية يعتبر القديس توما الرسولي أول من وصل في سريلانكا وكذلك الهند خلال القرن الأول للميلاد. وتشير سجلات المسافرين القدامى إلى سريلانكا إلى أن تم تخصيص منطقة منفصلة للمسيحيين في العاصمة القديمة أنورادهابورا وكانت هناك كنيسة مسيحية يستخدمها التجار الفرس الذين جاءوا إلى سيلان في حوالي القرن الخامس. يعود الصليب الفارسي المحفور في أنورادهابورا إلى القرن الخامس وتثبت بركة المعمودية الزخرفية بالقرب من فافونيا وجود المسيحيين في سريلانكا خلال الفترة الأولى من المملكة أنورادهابورا. كما يقال أنَّ اثنين من الصلبان المحفورين حول أنورادهابورا مطابقين للصليب جبل القديس توما بالقرب من تشيناي. ويذكر أحد الكتب الجغرافية اليونانية من نفس القرن أن النساطرة قاموا بنشر المسيحية إلى الترك والهون وساحل ملبار بالهند وجزيرة سيلان. ويرجع دخول المسيحية إلى سريلانكا مع توافد قبائل التجار العرب إلى الهند، والذين كان بينهم عدداً من المسيحيين. لكن هذه المجموعات لم تعمل على الدعوة للمسيحية.
في 15 نوفمبر عام 1505، تحطم الأسطول البرتغالي بقيادة لورينسو دي ألميدا، بعد أن عصفت به عاصفة على شواطئ سريلانكا. وبإذن من ملك كوت، دارما باراكراماباهو التاسع، أقام ألميدا محطة تجارية ومصلى صغير في كولومبو. وتم تكريس الكنيسة على شرف القديس لورانس. احتفل الراهب الفرانسيسكاني فريار فيسنتي وهو قسيس الأسطول، بالقداس، ليكون أول قداس كاثوليكي على أرض سريلانكا. ووصلت أولى البعثات التبشيرية إلى سريلانكا عام 1543، وهي مجموعة من الرهبان الفرنسيسكان، أرسلهم جواو الثالث ملك البرتغال، وكان على رأسهم فرنسيس كسفاريوس. على مدى القرون القليلة القادمة، نشر المبشرون البرتغاليين والهولنديين والأيرلنديين المذهب الكاثوليكي في سريلانكا، ولا سيما على الساحل الغربي والشمالي الغربي، حيث أنه في بعض الأماكن شكل الكاثوليك نصف السكان. واجتهدت البعثة لنشر المسيحية بين سكان المنطقة، لكنها لم تحقق نجاحاً كبيراً في منطقة كوتة المحيطة بكولومبو. وفي عام 1551، تبدل الأمر باعتلاء الملك دارمابالا العرش، واعتناقه المسيحية، وإطلاقه الحرية للبعثة التبشيرية. حتى أنه أهدى المملكة للبرتغال بغية خدمة المسيحية، ولعدم وجود وريث لعرشه بعد وفاته عام 1597.

### الحقبة الاستعمارية

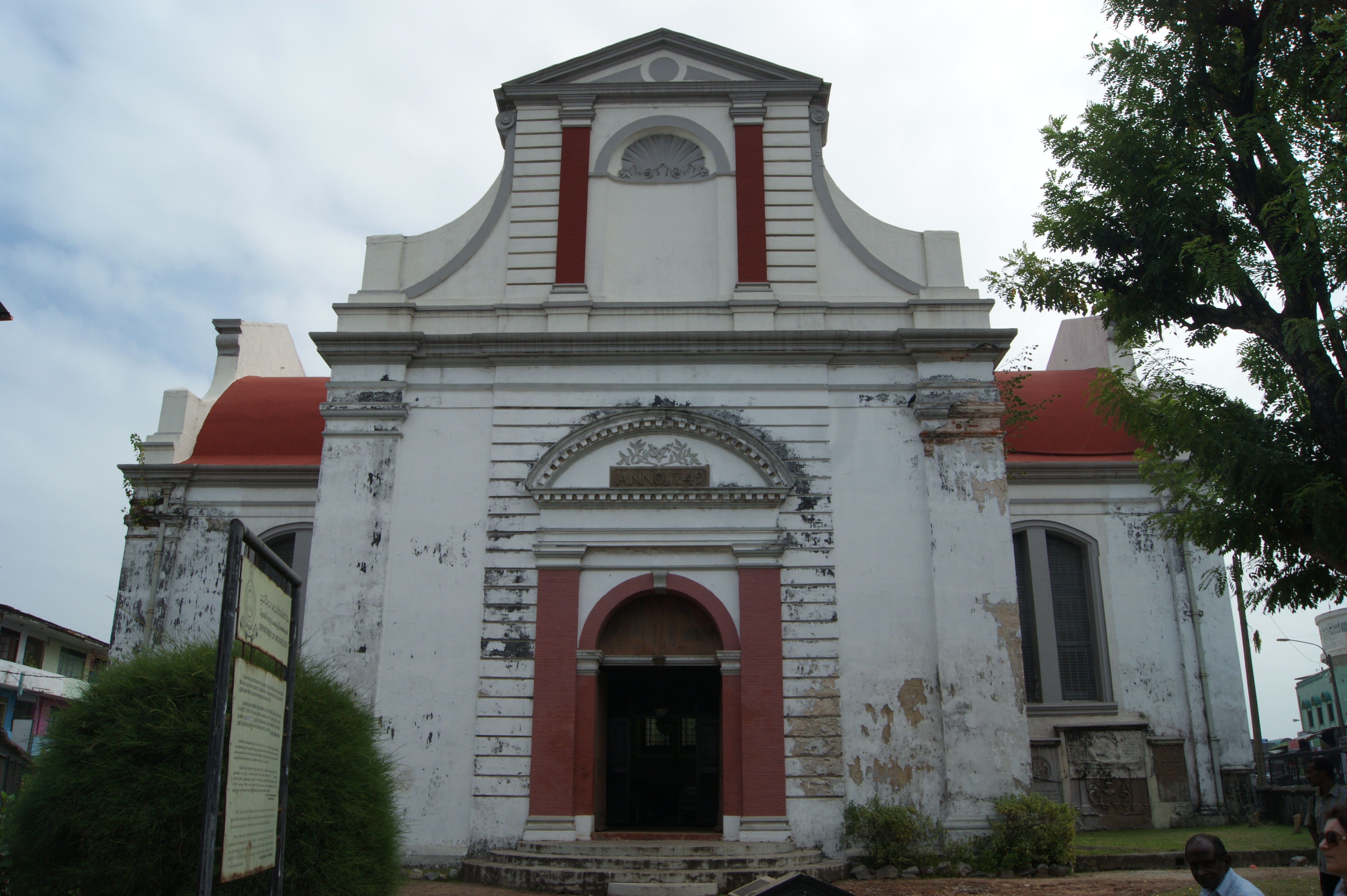
كنيسة كنيسة ولفندال في كولومبو؛ أقدم كنيسة بروتستانتية في سريلانكا.

استمرت البعثات الكاثوليكية في عملها وحققت نجاحاً كبيراً حتى منتصف القرن السابع عشر، إذ طرد الهولنديون البرتغاليين من سريلانكا، وأحكموا سيطرتهم عليها، وأسقطوا المسيحية الكاثوليكية. وعلى مدار ثلاثين عاماً، صادر الهولنديين الكنائس الكاثوليكية، ومنعوا الصلاة، ووقعوا العقوبات على الكاثوليك، ومنعوا أية بعثات كاثوليكية إلى المنطقة. ولم يكسر هذا الحصار سوى مجموعة من الكهنة الكاثوليك الذين وفدوا إلى سريلانكا من الهند سراً. اكتسبت المسيحية البروتستانتية موطئ قدم في الجزيرة خلال الحقبة الاستعمارية، ووصل المبشرون الكالفنيون والبروتستانت مع التجار الهولنديين والمسؤولين الحكوميين، وقاموا بالتبشير في المناطق الساحلية لسريلانكا. وتمكن الهولنديين من تحويل 21% من سكان سريلانكا إلى المسيحية قبل 1722. خلال السيطرة الهولندية على الجزيرة، في عام 1687 وصل المبشر جوزيف فاز من غوا والتي كانت واقعة تحت السيطرة البرتغاليَّة إلى سيلان، في حقبة فرض فيها الهولنديون المذهب الكالفيني كديانة رسمية بعد طرد البرتغاليين. وسافر جوزيف فاز في جميع أنحاء الجزيرة من أجل ممارسة الطقوس الدينية الكاثوليكية لمجموعات سرية من الكاثوليك. في وقت لاحق من مهمته، وجد ملجأ في مملكة كاندي حيث كان قادراً على العمل بحرية. وبحلول وقت وفاته، تمكن المبشر جوزيف فاز من إعادة بناء الكنيسة الكاثوليكية في الجزيرة. ويعزو الفولكلور الشعبي إلى فاز عدداً من المعجزات. كان لوصول البرتغاليين والهولنديين والإستعمار اللاحق سبباً للمحافظة على الدين كمركز للتعليم على الرغم من أنه في بعض المجتمعات كان في ظلّ التسلسل الهرمي الكاثوليكي والمشيخي. إتبعّ البريطانيون في عقد 1800 نفس المسار، لكن بعد عام 1870 بدأوا حملة من أجل تطوير مرافق تعليمية أفضل في المنطقة. كانت المجموعات التبشيرية المسيحية في طليعة هذا التطور، حيث ساهمت في محو الأمية ورفع المُستوى التعليمي بين المسيحيين في البلاد.
في عام 1796، احتلت المملكة المتحدة شبه جزيرة الهند، وأطلقت الحريات الدينية، وأعادت إلى البلاد نشاط الحملات التبشيرية من مختلف دول أوروبا. تلاه وصول المبشرين الأنجليكان مع استعمار سريلانكا من قبل البريطانيين خلال أوائل القرن التاسع عشر. وفي حين تراجع المذهب الكالفيني البروتستانتي في ظل الحكم الإستعماري البريطاني، كان هناك انتعاش في المناطق الشمالية الناطقة باللغة التاميلية في الجزيرة. وبدأت بعثة سيلان الأمريكية في عام 1813 وأنشأت عددًا من المستوصفات والمدارس الطبية. ونمت الإرساليات التبشيريّة تحت الحكم البريطاني وحصلت كل من الكنيسة المعمدانية والمثيودية وجيش الخلاص على موطئ قدم بين السكان المحليين. وأظهر مسح أجراه الحاكم البريطاني في سريلانكا عام 1838 أن عدد المسيحيين بلغ 74,787 نسمة، من بينهم 72,870 كاثوليكي. وتأسست الكنيسة الكاثوليكية في سريلانكا بهيكلها الحالي عام 1887، ومقرها الرئيسي في كولومبو. وانتهى احتكار الكنيسة الأنجليكانية للمدارس الحكومية والتعليم في أعقاب لجنة كولبروك التي أنشأتها الإدارة البريطانية.

### الاستقلال والوضع الحالي

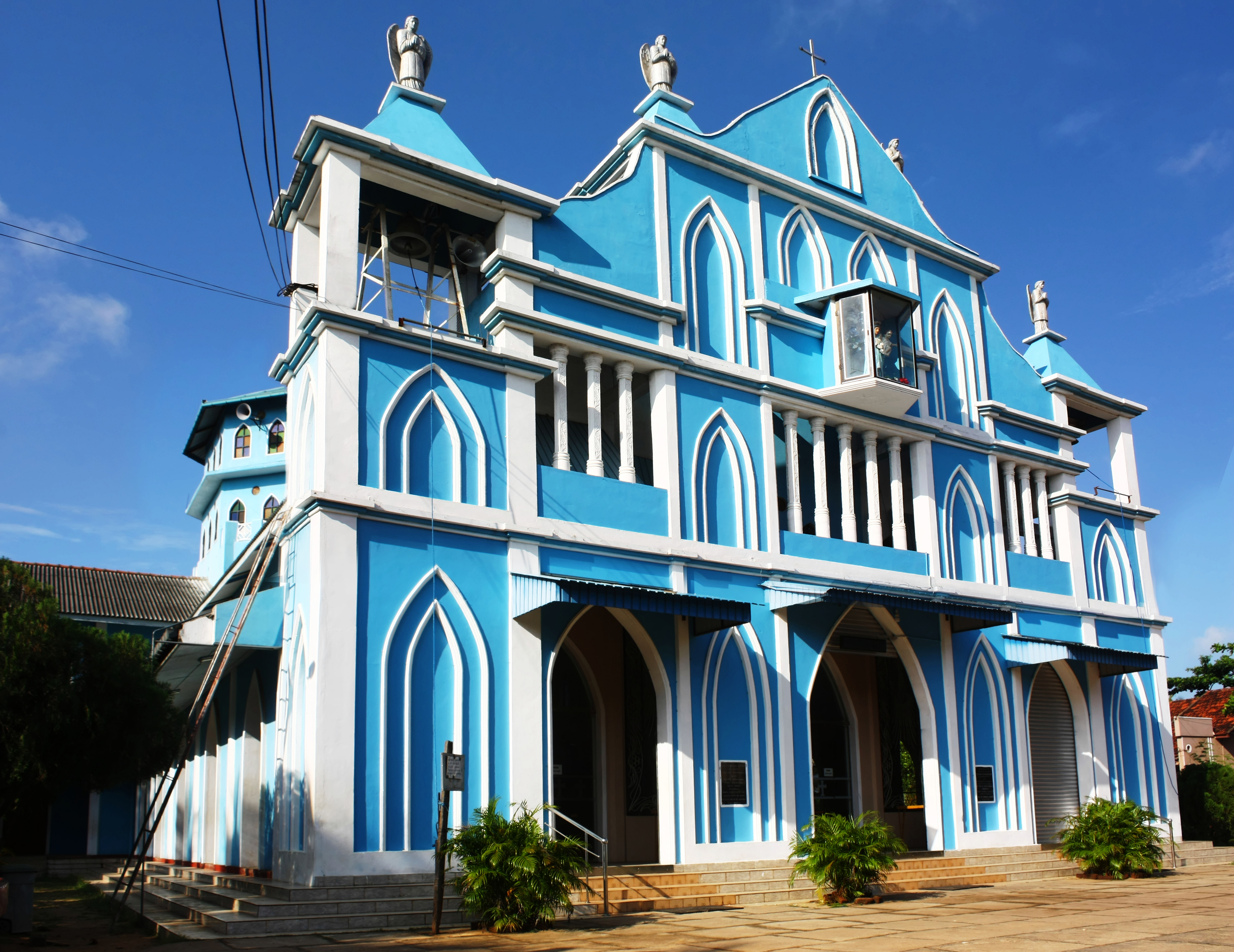
كنيسة سيدة التقدمة الكاثوليكية في باتيكالوا.

بحلول عام 1948 عندما حصلت سريلانكا على الاستقلال عن بريطانيا العظمى، كان الكاثوليك قد أسسوا هوية مميزة. وكان الكاثوليك يعرضون العلم البابوي إلى جانب العلم الوطني لسريلانكا خلال احتفالات يوم الاستقلال. وازدادت التوترات في عام 1960 عندما عرّضت الحكومة السريلانكية استقلال الكنيسة الكاثوليكية عن طريق السيطرة على مدارس الكنيسة. حيث قامت رئيسة الوزراء سيريمافو باندرانايكا بتأميم جميع المدارس الكاثوليكية والتي كانت تتلقى تمويل من الدولة. وبذلك، قلصت من تأثير الأقلية الكاثوليكية التي كانت تميل إلى أن تكون أعضاء في النخبة الاقتصادية والسياسية، ومددت من نفوذ الجماعات البوذية. في يناير من عام 1962، اندلعت النزاعات بين النخب القائمة في الجزيرة والتي أنقسمت بين النخبة اليمينية ذات الأغلبيَّة المسيحيَّة الحضرية والتي نادت بالتغريب - بما في ذلك وحدات كبيرة من البرغر والتاميل - والنخبة الأصلية الناشئة والتي كانت في الغالب من البوذيين الناطقين بالسينهالية. وفي نفس العام 1962، وقعت محاولة انقلاب من قبل ضباط الجيش الكاثوليك والبروتستانت السريلانكيين للإطاحة بحكومة رئيسة الوزراء آنذاك سيريمافو باندرانايكا، وذلك رداً على الوجود البوذي المتزايد في الجيش. وأقرّ الدستور لاحقاً بسيادة البوذية، على الرغم من أنه ضمن الحماية المتساوية للبوذية والمسيحية والهندوسية والإسلام.
في عام 1983 بدأت الحرب الأهلية السريلانكية والتي استمرت 25 عاماً، وأدّت إلى تقسيم المجتمع الكاثوليكي. حيث خاضت جبهة نمور التاميل الحرب ضد الحكومة والتي سعت لإنشاء دولة منفصلة للمجتمع التاميلي في سريلانكا، والذين يقطنون في الأجزاء الشمالية والشرقية من الجزيرة. وشغل العديد من الكاثوليك مناصب عسكرية في جبهة نمور التاميل، ومن الجهة الأخرى، شغل أيضًا العديد من المسيحيين مناصب قيادية في القوات المسلحة السريلانكية. ولم يتمكن الأساقفة الكاثوليك من المناطق التاميلية والسنهالية من تطوير استجابة متماسكة للنزاع، كما لم يتفقوا حتى على التوصية بوقف إطلاق النار خلال موسم عيد الميلاد. في 9 يوليو من عام 1995 تم تفجير كنيسة نافالي أو كنيسة القديس بطرس وبولس في نافالي في شبه جزيرة جافنا من قبل سلاح الجو السريلانكي وذلك خلال الحرب الأهلية السريلانكية، وتشير التقديرات إلى أن ما لا يقل عن 125 مدنياً، ممن لجأوا إلى داخل الكنيسة خلال الفتال، لقوا حتفهم نتيجة لهذا الحادث. وكان من بين الضحايا رجال ونساء وأطفال. وفقًا لدايا سوماسوندارام، الأستاذة في جامعة أديلايد، كانت الكنيسة بعيدة جداً عن القتال. ووصف هذا الهجوم بأنه جريمة حرب ارتكبها سلاح الجو السريلانكي.

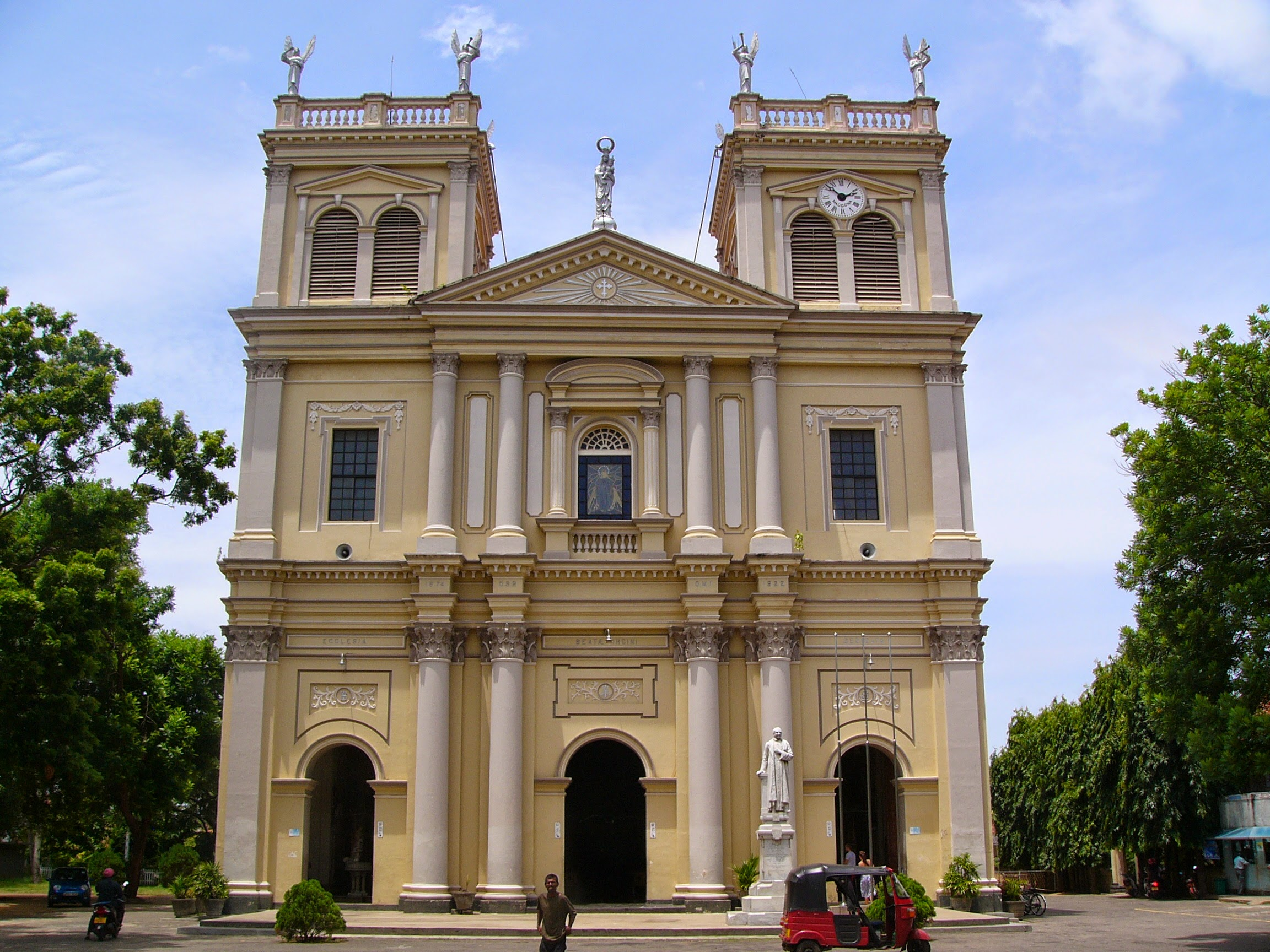
كنيسة القديسة مريم في نيجومبو.

في عام 1995 قام البابا يوحنا بولس الثاني بتطويب الأب جوزيف فاز، المعروف باسم رسول سيلان في قداس أقيم على شرفه في كولومبو. خلال عام 2010، حصل عدد قليل ولكنه مستمر من الهجمات والتهديدات ضد الطوائف والأفراد المسيحيين، وكذلك إلى الأقليات الدينية الأخرى. وكان قد دعا الأسقف الأنجليكاني كولومبو ديلوراج كاناجاسابي إلى حماية الحقوق الدستورية المتعلقة بالدين. في 17 سبتمبر من عام 2014، وافق البابا فرنسيس على إعلان قداسته. في القرن العشرين عانى العديد من المسيحيين التمييز والعنف من قبل المواطنين الإسلاميين والقوميين البوذيين. وفي عام 2018، أعلن التحالف المسيحي الإنجيلي الوطني في سريلانكا عن زيادة كبيرة في عدد الهجمات ضد المسيحيين في البلاد في ذلك العام. تزامن هذا مع حكم المحكمة العليا ضد منظمة كاثوليكية في أغسطس عام 2018، والتي اعتبرت أن التبشير لم يكن محميًا بالدستور، على الرغم من أن الحرية الدينية الفردية ظلت محمية.
في تعداد عام 2012 وصلت نسبة المسيحيين في سريلانكا إلى حوالي 7.4% من السكان أي 1,509,606. يشكل أتباع الكنيسة الرومانية الكاثوليكية كبرى الطوائف المسيحية في البلاد، حيث أنَّ حوالي 82% من مجمل المسيحيين في سريلانكا هم رومان كاثوليك، ويُنسب تراثهم الديني مباشرةً إلى البرتغاليين. وينقسم البروتستانت بالتساوي بين الكنيسة الأنجليكانية والمذاهب البروتستانتية الأخرى. معظم مسيحيي سريلانكا من العرقية السنهاليَّة والتاميليَّة. هناك مجتمع مسيحي سنهالي ملحوظ، خصوصاً في المقاطعات البحرية في سريلانكا، ويتبع معظم المسيحيين السنهاليين المذهب الكاثوليكي بالإضافة إلى أقلية بروتستانتية، وتعد مدينة نغومبو المركز الثقافي للمسيحيين السنهاليين. يعود أصول المجتمع التاميلي الكاثوليكي إلى الفتح البرتغالي لمملكة جفنا، ويعود أصول الأقليّة التاميليَّة البروتستانتيَّة بسبب الجهود التبشيرية في القرن الثامن عشر من قبل منظمات مثل بعثة سيلان الأمريكية. معظم التاميليين الذين يسكنون المقاطعة الغربية هم من الرومان الكاثوليك، في حين أن سكان المقاطعات الشمالية والشرقية هم من الهندوس بشكل رئيسي. يُعرف الشريط الساحلي من جافنا إلى شيلاو أيضاً باسم «الحزام الكاثوليكي». وحافظ المسيحيين التاميل على تراثهم في المدن الكبرى مثل نغومبو وتشيلاو وبوتالام، وكذلك في قرى مثل مامبوري. وتنشط الكنائس الخمسينية وغيرها من الكنائس مثل شهود يهوه، بين النازحين واللاجئين. وتتبتع أقلية البرغر الدين المسيحي على المذهب الكاثوليكي والأنجليكاني ومذهب الكنيسة المصلحة الهولندية، والبرغر هم مجموعة عرقية أوروآسيوية صغيرة في سريلانكا ينحدرون من البرتغالين والهولنديين والبريطانيين وغيرهم من الرجال الأوروبيين الذين استقروا في سريلانكا وتزوجوا من النساء السريلانكيات المحليات. أثناء الحكم البريطاني، احتلّ البرغر مكاناً مهماً للغاية في الحياة الاجتماعية والاقتصادية السريلانكية. وحافظ معظم البرغر على العادات الأوروبية. خاصةً بين أولئك الذين من أصول برتغاليّة، والذين «احتفظوا بدينهم ولغتهم الأوروبية بكل فخر».

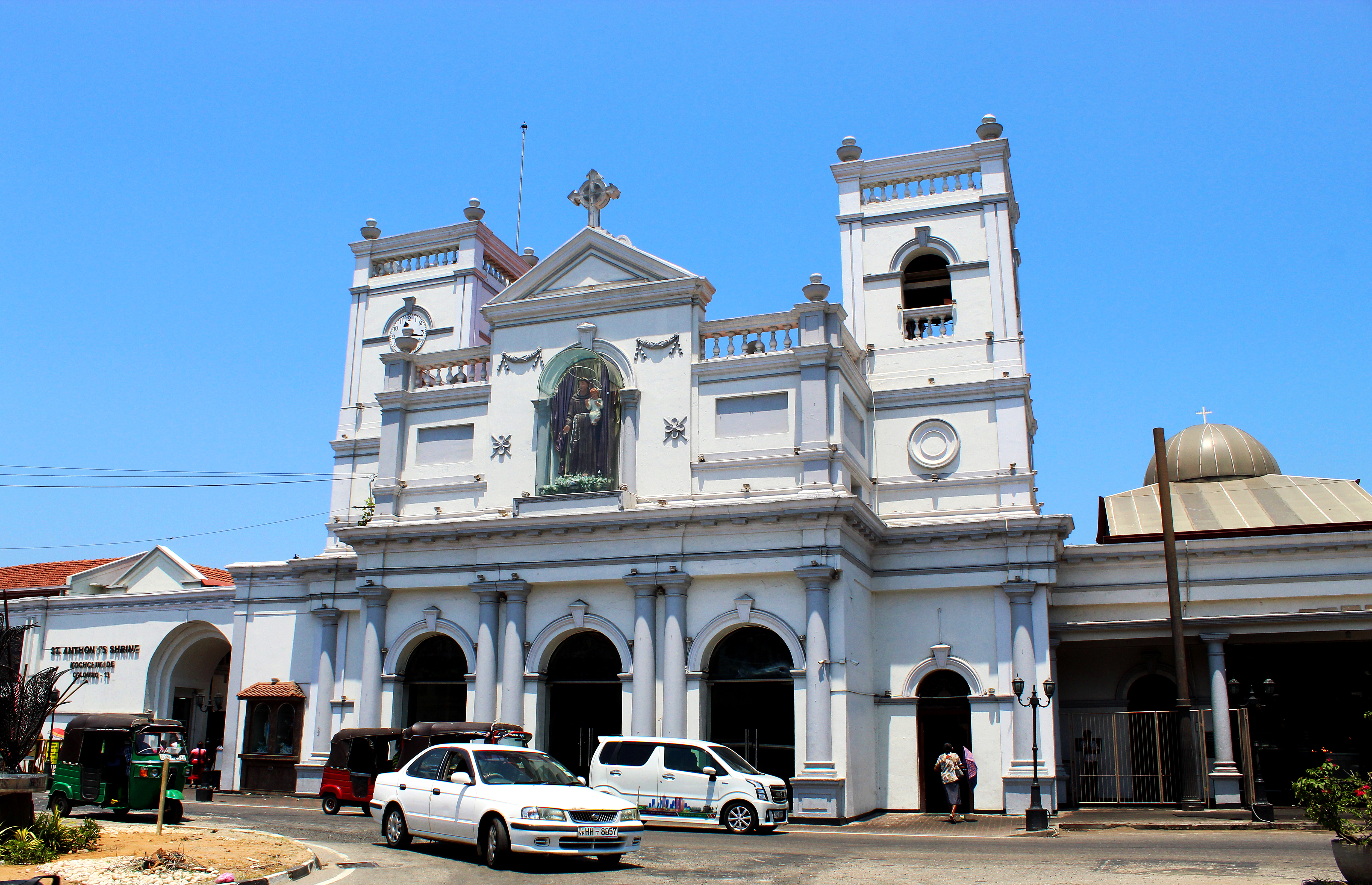
ضريح القديس أنتوني في كولومبو؛ تعرض لتفجيرات عام 2019.

شهدت العقود الأخيرة ظهور أشكال متشددة من البوذية في سريلانكا وكان المسيحيين من بين أهدافها. وكانت قد طالبت المنظمة البوذية القومية المتطرفة، بودو بالا سينا (المعروفة أيضاً باسم قوة القوى البوذية) بأن يعتذر البابا فرنسيس عن «الأعمال الوحشية» التي ارتكبتها القوى الاستعمارية. تعرض المسيحيون، كحال باقي الأقليات في البلاد، لهجمات متكررة مع تصاعد التوتر الطائفي في البلاد. لكن التفجيرات التي وقعت في يوم 21 أبريل من عام 2019 هي الأكبر من نوعها، حيث تعرضت ثلاث كنائس وخمسة فنادق من فئة خمسة نجوم بعدة مدن في سريلانكا إلى مجموعة من التفجيرات. ونفذت التفجيرات خلال قداس عيد القيامة في كنائس في نغومبو، وباتيكالوا وكولومبو، وقع الانفجار الأول في كنيسة ضريح القديس أنتوني، وهي كنيسة تاريخيَّة في العاصمة، حيث قتل أكثر من 50 شخصاً. وقع الانفجار الثاني في كنيسة القديس سيباستيان في ضاحية نيجومبو ذات الأغلبية المسيحية، إلى الشمال من كولومبو سري جاياواردنابورا كوتي. كما تم تفجير كنيسة صهيون في باتيكالوا، وهي جماعة بروتستانتية. قالت الحكومة إن جميع المفجرين الانتحاريين السبعة في الهجمات شبه المتزامنة كانوا من مواطني من سريلانكا ومرتبطين بجماعة التوحيد الوطنية، وهي جماعة إسلامية متشددة مسلحة محلية ولها صلات أجنبية مشتبه بها، وكانت معروفة سابقاً بالهجمات ضد البوذيين. وأعلنت تنظيم الدولة الإسلامية (داعش) مسؤوليتها عن الهجمات، في وقت لاحق. وجاء في بيان التنظيم أنّ «منفذي الهجوم الذي استهدف رعايا دول التحالف والنصارى في سريلانكا من مقاتلي الدولة الإسلامية».

## الطوائف المسيحية

### الكنيسة الكاثوليكية

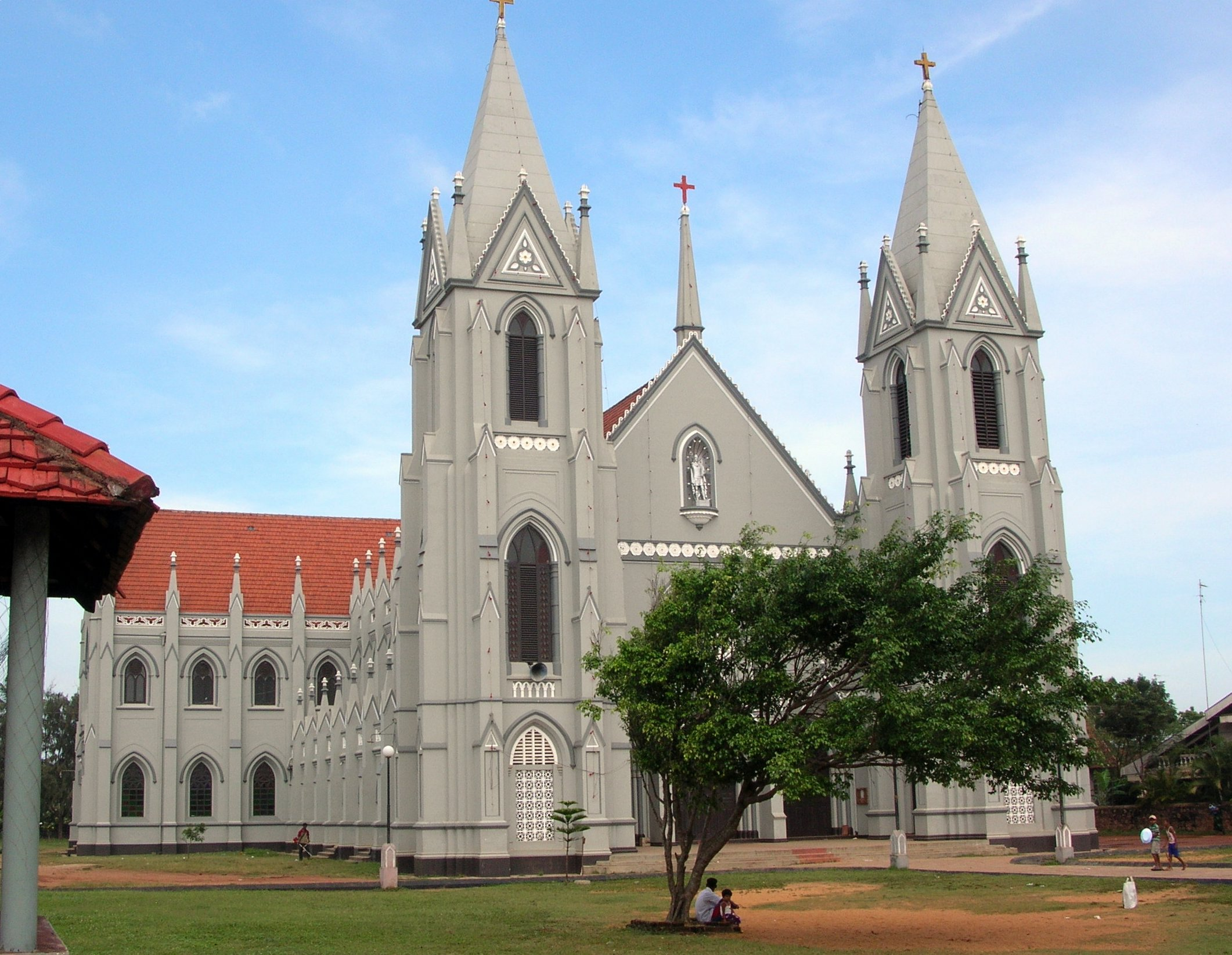
كنيسة سان سابيستيان في مدينة نيجومبو.

وفقًا لتعداد عام 2012 حوالي 6.19% من سكان سريلانكا أي حوالي 1,261,194 نسمة هم من أتباع الكنيسة الرومانية الكاثوليكية. وبحسب وزارة الشؤون المسيحية في سريلانكا، يزيد عدد المسيحيين الكاثوليك على مليون شخص. 
يعود الحضور الكاثوليكي في الجزيرة أولاً من خلال البعثات التبشيرية والاستكشافية البرتغالية، والتي تركت علامة بارزة في المجتمع الكاثوليكي من خلال الاستمرار في استخدام الألقاب البرتغالية حتى اليوم من قبل العديد من الكاثوليك. حاول المبشرين الهولنديين نشر المذهب البروتستانتي بعد طرد البرتغاليين، وبالرغم من نجاح هذه البعثات إلا أن معظم السريلانكيين المسيحيين هم من الكاثوليك. وينسب الكاثوليك التاميليين تراثهم الديني إلى فرنسيس كسفاريوس وإلى المبشرين البرتغاليين. تضم البلاد أسقفية كاثوليكية في كولمبو وإحدى عشر أبرشية.
تضم الكنيسة الكاثوليكية عدد من الكنائس ذات الطراز المعماري المميز، مثل كنيسة القديس لوقا في كولومبو، وهي كنيسة تتميز بطابع معماري سنهالي. وكنيسة «كل القديسين» الكاثوليكية في كولومبو. وكنيسة القديس سيباستيان في نَغومبو، والتي بُنيت على الطراز القوطي. وتتمتع الكاثوليكية بوجود ثقافي قوي في البلاد، حيث يوجد في الشمال موقع حج كاثوليكي كبير في مادو مخصص لمريم العذراء، الذي زاره البابا فرنسيس في عام 2015. ويُعتبر الموقع أقدس ضريح كاثوليكي في الجزيرة، وهو مكان معروف للتفاني لكل من التاميل والسنهاليين الكاثوليك. وكانت الكنيسة رمزاً للوحدة ليس فقط بين التاميل والسنهاليين، ولكن أيضًا بين السكان من الديانات المختلفة، بما في ذلك البوذيين، والهندوس والبروتستانت. وتشتهر الكنائس في نيجومبو بالطراز الباروكي وعمارة عصر النهضة، وهي مراكز ناشطة على مدار اليوم. وخلال مراسم العبادة ترتدي النساء المانتيلا كما كان التقليد الكاثوليكي في العالم الغربي حتى منتصف القرن العشرين. وتُعد المزارات المخصصة لمريم العذراء مشهدًا شائعًا على طرق نيجومبو، وتكريما لهذه الثقافة الكاثوليكية، تسمى نيجومبو شعبياً باسم «روما الصغرى».

### البروتستانتية

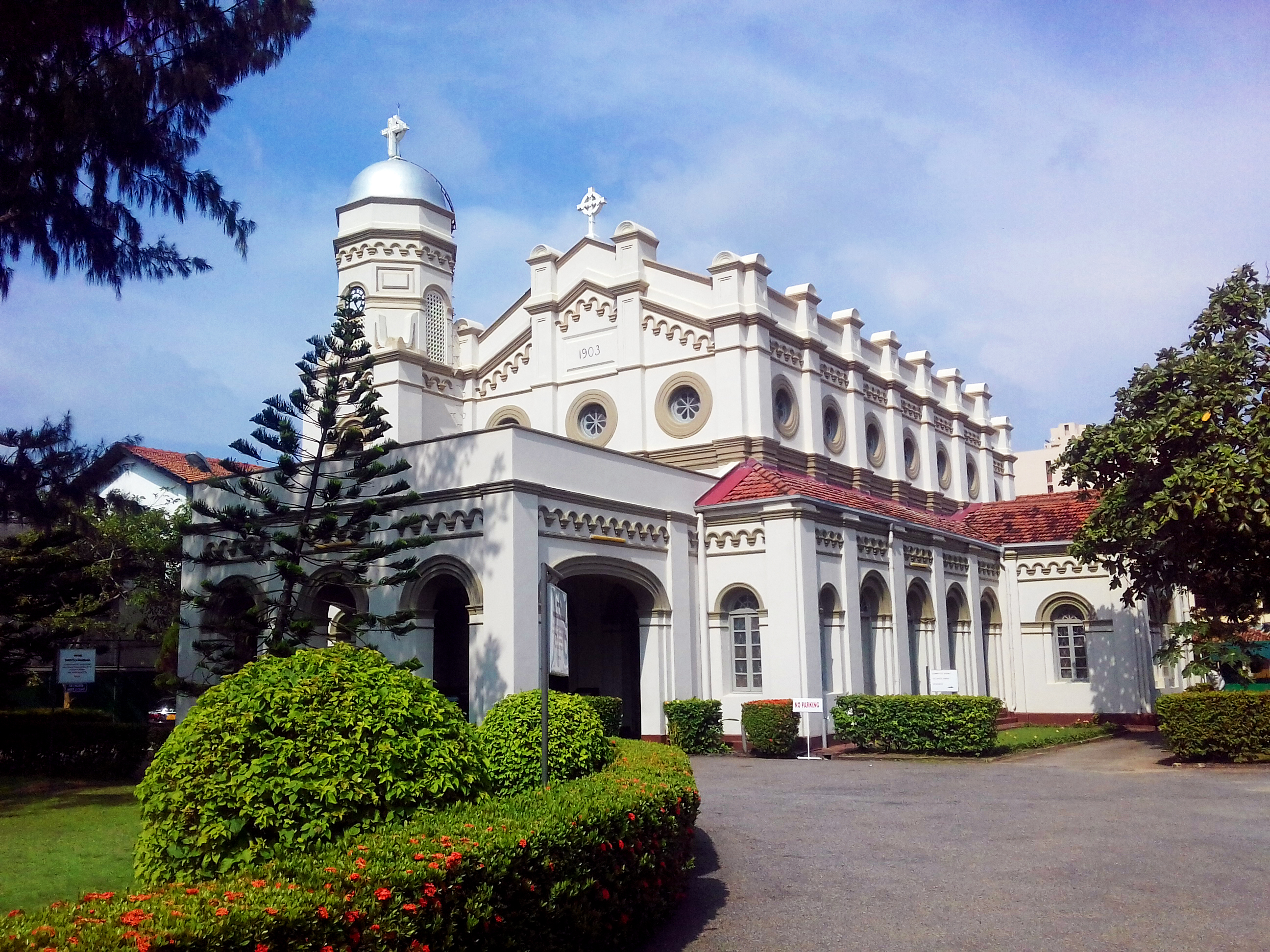
كنيسة القديس بولس الأنجليكانية.

وفقًا لتعداد عام 2012 تصل أعداد البروتستانت حوالي 290,967 أو (1.43%) من السكان. لدى بعثة بعثة سيلان الخمسينية حوالي 16,500 عضو و70 كنيسة في سريلانكا. وهناك حوالي 2,000 شخص وفقًا لتعداد عام 1998 ينتمي إلى التحالف العالمي المعمداني. ولدى الكنيسة اللوثرية السريلانكيَّة نحو 1,200 عضو. في حين لدى كنيسة يسوع المسيح لقديسي الأيام الأخيرة حوالي 1,200 عضو. وفقًا لدراسة المؤمنون في المسيح من خلفية مسلمة: إحصاء عالمي وهي دراسة أجريت من قبل جامعة سانت ماري الأمريكيّة في تكساس سنة 2015 وجدت أنَّ حوالي 1,000 مُسلم سريلانكي تحول إلى المسيحية على المذهب الإنجيلي. الكنائس البروتستانتية الرئيسية في سريلانكا هي الكنيسة الأنجليكانية، والميثودية، والمعمدانية وجيش الخلاص. لدى الكنيسة الأنجليكانية تأثير قوي على السكان في بعض المناطق. أنشأ المبشرين الميثوديين حوالي 187 مدرسة ولم يبقى منها سوى مدرستين (كلية ويسلي والكلية الميثودية) قبل الاستيلاء على المدارس الميثودية من قبل الحكومة. لدى الكنيسة الميثودية أكثر من 40 ألف عضو مع خمسة وأربعين دائرة وحوالي 200 كنيسة ومائة وعشرين قس.
اكتسبت المسيحية البروتستانتية موطئ قدم في الجزيرة خلال الحقبة الاستعمارية، ووصل المبشرون الكالفنيون والبروتستانت مع التجار الهولنديين والمسؤولين الحكوميين، وقاموا بالتبشير في المناطق الساحلية لسريلانكا.
 وفي حين تراجع المذهب الكالفيني البروتستانتي في ظل الحكم الإستعماري البريطاني، كان هناك انتعاش في المناطق الشمالية الناطقة باللغة التاميلية في الجزيرة. وبدأت بعثة سيلان الأمريكية في عام 1813 وأنشأت عددًا من المستوصفات والمدارس الطبية. ولا تزال كلية جافنا، التي افتتحت عام 1872، مؤسسة تعليمية بروتستانتية مهمة لا تزال لها روابط مع الولايات المتحدة. في عام 2005 وعام 2006 مرَّت الكنيسة الميثودية في سريلانكا في وضع صعب للغاية خلال فترة العنف ضد المسيحيين.

## مواقع خارجية
- Archdiocese of Colombo
- Open Doors Int'l, Sri Lanka
- Adherents.com, Religion by Location, Sri Lanka
- SriLankanChristians.com
- St. Andrew's Church (Church of Scotland)